# أليسون روبرتسون (كاتبة)
أليسون روبرتسون (بالإنجليزية: Alison Robertson)‏ هي كاتِبة نيوزيلندية، ولدت في 19 مارس 1958.